# 穆亮
穆亮（450年?—502年），又名丘目陵亮，字幼輔，中國南北朝时北魏官员、驸马，曾受封郡王。

## 生平
穆亮初時字老生，早有風度。獻文帝在位時，穆亮以侍禦中散起家。尚中山長公主，拜駙馬都尉，加侍中、征南大將軍。延兴元年（471年）冬十二月乙酉，为赵郡王。辛丑，徙封長樂王。孝文帝在位初期，除使持節、秦州刺史。再徵爲殿中尚書。又遷使持節、征西大將軍、西戎校尉、敦煌鎮都大將。穆亮為政寬簡，賑恤窮人。後來被徵還朝，百姓皆對他追思。
除都督秦梁益三州諸軍事、征南大將軍、領護西戎校尉、仇池鎮將。當時宕昌王梁彌機死，其子梁彌博繼位。受吐谷渾之勢力所逼，逃奔仇池。穆亮認為梁彌機事奉北魏一向周到，對於宕昌的滅亡感到憐憫；因為彌博的兇暴，使部眾對他深惡痛絕；而梁彌機之兄子梁彌承反而人心依附，因此上奏請求護送彌承回國。孝文帝准許。穆亮擊退吐谷渾軍，扶立梁彌承。而梁彌博則不知所終。氐族土豪楊蔔自延興以來，從軍二十一戰，前來為鎮將，但名聲不高。穆亮上表請封他為廣業太守，豪右鹹悅，境內非常平安。
其後又徵爲侍中、尚書右仆射。當時再之設置司州。孝文帝認為此司州始解立，未有僚吏，須立中正，以制定選舉之事宜。然而中正之任命，必須選一位德望兼資的人士。太武帝時，任用崔浩爲冀州中正，長孫嵩爲司州中正，正是最合適的人選。公卿等應該自我或互相推舉，必定允許。所以尚書陸睿舉穆亮爲司州大中正。
當時南齊蕭賾遣大將陳顯達攻陷醴陽，孝文帝加穆亮使持節，征南大將軍，都督懷、洛、南、北豫、徐、兗六州諸軍事以討伐齊軍。陳顯達遁走，穆亮乃率軍歸還。後來再調遷司空，參議律令。按例降爵位爲长乐公。
當文明太后駕崩已過期月之時，孝文帝悲傷過度。穆亮上表勸說因王者為萬民所依賴，應放下悲痛。孝文帝同意。尋領太子太傅。 當時正在興建太極殿，引見群臣於太華殿，孝文帝意欲遷徙居住於永樂宮，以避免繁囂。穆亮勸孝文帝節省勞役，不要大興土木。孝文帝認為國庫充裕，國勢日隆，所以不接納穆亮之議，遂移禦永樂宮。其後車駕南遷洛陽，遷穆亮為武衛大將軍，以本官董攝中軍事。孝文帝南伐南齊時，以穆亮錄尚書事，留下鎮守洛陽。後來孝文帝將自小平泛舟去石濟，穆亮勸諫阻止。孝文帝認同其言放棄此遊。
後來穆亮之兄長穆羆私通穆泰進行謀反之事，穆亮以府事交付司馬慕容契，然後上表自我彈劾。孝文帝不許，還令穆亮處理府事。穆亮頻煩地請辭，孝文帝最終接納。後來除使持節、征北大將軍、開府、儀同三司、冀州刺史。徙封頓丘郡開國公，食邑五百戶，以其子穆紹襲爵。
宣武帝即位，遷穆亮為定州刺史，再除驃騎大將軍、尚書令，又轉司空公。景明三年（502年）闰四月薨，當時五十二歲。賜給東園溫明秘器、朝服一具、衣一襲，錢四十萬、布七百匹、蠟二百斤。宣武帝親臨小斂。追贈太尉公，領司州牧、骠骑大将军，以「匡」為諡（墓志上的谥号则为文献）。

## 家庭

### 高祖
- 穆崇，侍中、太尉、宜都贞公

### 曾祖
- 穆闼，太尉、宜都文成王

### 祖父
- 穆寿，侍中、征东大将军、领秘书监、宜都文宣王

### 父亲
- 父：穆平国，征东大将军、领中书监、驸马都尉，尚城阳、长乐二公主。

### 夫人
- 中山公主
- 尉遲氏[2]，侍中、散骑常侍、建义将军、四部尚书、西阳公尉迟某孙女，博陵郡太守尉迟某之女[3]

### 子女
- 穆紹，尚書令、司空
- 穆牛橛[2]